# Capsa (software)
Capsa é uma família de analisadores de pacotes desenvolvida pela Colasoft para administradores de rede para monitorar, solucionar problemas e analisar redes com e sem fio. Atualmente, existem três edições disponíveis: Capsa Enterprise Edition, Capsa Standard Edition e Capsa Free Edition.